# 圣让米拉贝勒
圣让米拉贝勒（法語：Saint-Jean-Mirabel，法語發音：[sɛ̃ ʒɑ̃ miʁabɛl]）是法国洛特省的一个市镇，属于菲雅克区。

## 地理
圣让米拉贝勒（44°37'16"N, 2°6'30"E）面积9.2 平方千米，位于法国奧克西塔尼大區洛特省，该省份为法国西南部内陆省份，北起顺时针与科雷兹省、康塔爾省、阿韦龙省、塔恩-加龙省、洛特-加龍省和多尔多涅省接壤。
与圣让米拉贝勒接壤的市镇（或旧市镇、城区）包括：塞莱河畔巴尼亚克、费尔赞斯、利纳克、吕南、圣费利、维亚扎克。

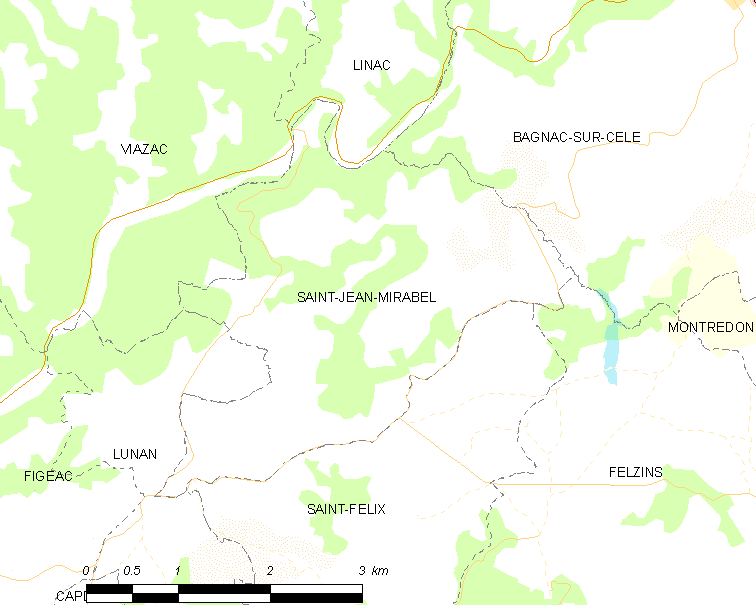
圣让米拉贝勒的OSM定位图

圣让米拉贝勒的时区为UTC+01:00、UTC+02:00（夏令时）。

## 行政
圣让米拉贝勒的邮政编码为46270，INSEE市镇编码为46272。

## 政治
圣让米拉贝勒所属的省级选区为菲雅克第二县。

## 人口

1962-2008年间圣让米拉贝勒人口变化图示

圣让米拉贝勒于2022年1月1日时的人口数量为309人。